# Bois-Guilbert
Bois-Guilbert ist eine französische Gemeinde mit 290 Einwohnern (Stand: 1. Januar 2022) im Département Seine-Maritime in der Region Normandie (vor 2016: Haute-Normandie). Sie gehört zum Arrondissement Rouen und zum Kanton Le Mesnil-Esnard (bis 2015: Kanton Buchy). Die Einwohner werden Bois-Guilbertais genannt.

## Geographie
Bois-Guilbert liegt etwa 26 Kilometer nordöstlich von Rouen. Umgeben wird Bois-Guilbert von den Nachbargemeinden Bois-Héroult im Norden, Sigy-en-Bray im Osten, La Chapelle-Saint-Ouen im Süden und Südosten, Rebets im Südwesten sowie Héronchelles im Westen.

## Einwohnerentwicklung
| 1962                      | 1968 | 1975 | 1982 | 1990 | 1999 | 2006 | 2013 |
| ------------------------- | ---- | ---- | ---- | ---- | ---- | ---- | ---- |
| 227                       | 215  | 187  | 166  | 172  | 185  | 206  | 296  |
| Quelle: Cassini und INSEE |      |      |      |      |      |      |      |

## Sehenswürdigkeiten
- Kirche Saint-Pierre aus dem 13. Jahrhundert
- Schloss Bois-Guilbert aus dem 18. Jahrhundert mit Park

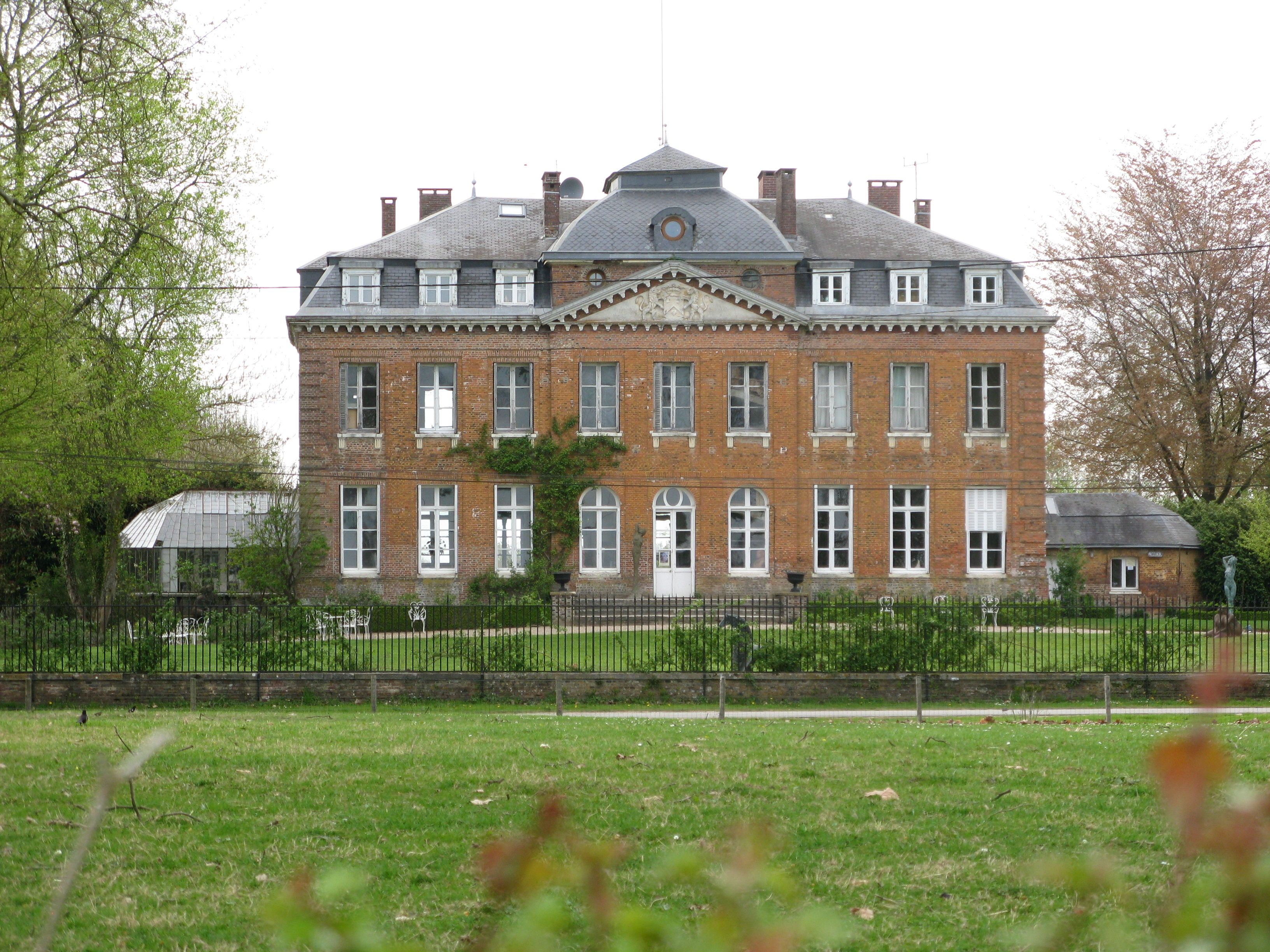
Schloss Bois-Guilbert